# Джеймстаун (Північна Кароліна)
Джеймстаун (англ. Jamestown) — місто (англ. town) в США, в окрузі Ґілфорд штату Північна Кароліна. Населення — 3668 осіб (2020).

## Географія
Джеймстаун розташований за координатами 35°59′54″ пн. ш. 79°56′7″ зх. д. / 35.99833° пн. ш. 79.93528° зх. д. (35.998332, -79.935382).  За даними Бюро перепису населення США в 2010 році місто мало площу 7,50 км², уся площа — суходіл.

### Клімат
| Клімат : Джеймстаун   | Клімат : Джеймстаун | Клімат : Джеймстаун | Клімат : Джеймстаун | Клімат : Джеймстаун | Клімат : Джеймстаун | Клімат : Джеймстаун | Клімат : Джеймстаун | Клімат : Джеймстаун | Клімат : Джеймстаун | Клімат : Джеймстаун | Клімат : Джеймстаун | Клімат : Джеймстаун | Клімат : Джеймстаун |
| Показник              | Січ.                | Лют.                | Бер.                | Квіт.               | Трав.               | Черв.               | Лип.                | Серп.               | Вер.                | Жовт.               | Лист.               | Груд.               | Рік                 |
| Середній максимум, °C | 7,8                 | 10,0                | 15,0                | 20,6                | 25,0                | 28,9                | 30,0                | 28,9                | 25,6                | 20,6                | 15,0                | 10,0                | 18,9                |
| Середній мінімум, °C  | −2,2                | 0,0                 | 1,7                 | 6,7                 | 11,7                | 16,7                | 18,9                | 18,9                | 15,0                | 7,8                 | 2,8                 | 0,0                 | 7,8                 |
| Норма опадів, мм      | 86                  | 84                  | 97                  | 84                  | 91                  | 97                  | 112                 | 107                 | 91                  | 84                  | 71                  | 81                  | 1082                |
| --------------------- | ------------------- | ------------------- | ------------------- | ------------------- | ------------------- | ------------------- | ------------------- | ------------------- | ------------------- | ------------------- | ------------------- | ------------------- | ------------------- |
| Джерело: Weatherbase  |                     |                     |                     |                     |                     |                     |                     |                     |                     |                     |                     |                     |                     |

## Демографія
Згідно з переписом 2010 року, у місті мешкали 3382 особи в 1380 домогосподарствах у складі 1009 родин. Густота населення становила 451 особа/км².  Було 1517 помешкань (202/км²).
Расовий склад населення:
| - 80,6 % — білих - 13,6 % — чорних або афроамериканців - 2,5 % — азіатів - 0,4 % — корінних американців - 0,1 % — вихідців з тихоокеанських островів - 1,2 % — осіб інших рас |

До двох чи більше рас належало 1,6 %. Частка іспаномовних становила 3,2 % від усіх жителів.
За віковим діапазоном населення розподілялося таким чином: 22,7 % — особи молодші 18 років, 60,4 % — особи у віці 18—64 років, 16,9 % — особи у віці 65 років та старші. Медіана віку мешканця становила 45,3 року. На 100 осіб жіночої статі у місті припадало 93,3 чоловіків;  на 100 жінок у віці від 18 років та старших — 87,7 чоловіків також старших 18 років.
Середній дохід на одне домашнє господарство  становив 94 140 доларів США (медіана — 71 648), а середній дохід на одну сім'ю — 109 019 доларів (медіана — 86 055). Медіана доходів становила 63 153 долари для чоловіків та 43 148 доларів для жінок. За межею бідності перебувало 8,0 % осіб, у тому числі 11,0 % дітей у віці до 18 років та 4,2 % осіб у віці 65 років та старших.
Цивільне працевлаштоване населення становило 1636 осіб. Основні галузі зайнятості: освіта, охорона здоров'я та соціальна допомога — 19,8 %, виробництво — 17,3 %, роздрібна торгівля — 15,5 %.